# Solanum actinocalyx
Solanum actinocalyx là loài thực vật có hoa trong họ Cà. Loài này được (H. Winkl.) Hunz. miêu tả khoa học đầu tiên năm 1969.